# سلامة الدراج
سلامة الدراج (به عربی: قریة سلامة الدراج) یک منطقهٔ مسکونی در عربستان سعودی است که در استان جازان واقع شده‌است.